# Pierre Pidoux
Pour les articles homonymes, voir Pidoux.
Pierre Pidoux, né à Neuchâtel le 4 mars 1905 et mort à Genève le 16 juillet 2001, est un pasteur protestant et organiste vaudois.

## Biographie
Pierre Pidoux (Licence en théologie à Lausanne Faculté libre, 1932) devient pasteur à Winterthour (1930-1932) poursuit des études de musique au Conservatoire de Genève où il obtient un diplôme d'orgue (1933-1936). Il est organiste à la chapelle des Terreaux à Lausanne de 1932 à 1948 puis au Temple de Montreux, de 1948 à 1980.
Chargé de cours d'hymnologie à la Faculté de théologie de l'Église libre (1946-1965). Fondateur (1929), puis directeur (1932-1948) du chœur J.S. Bach de Lausanne. Cofondateur de la Société des concerts de la cathédrale de Lausanne en 1932, fondateur de la collection de musique protestante chez Foetisch à Lausanne, de la collection Cantate Domino (1954). Il édite de nombreuses partitions, dont les œuvres complètes de Claude Goudimel (1967-1983). Dans le cadre de la commission de musique de l'Église réformée vaudoise, il organise de nombreux cours et séminaires de musique sacrée et participe à l'édition de 1976 du psautier romand. Il est l'auteur d'une centaine d'œuvres pour orgue.
Pierre Pidoux est nommé Docteur honoris causa de la Faculté de théologie de Lausanne en 1965.

## Sources
- Fonds=Pidoux (Pierre) (1933-1966) [0,10 ml]. Section : Archives privées ; cote Cote CH-000053-1 PP 974. Archives cantonales vaudoises (présentation en ligne= https://davel.vd.ch/detail.aspx?ID=498557]
- « Pierre Pidoux », sur la base de données des personnalités vaudoises sur la plateforme « Patrinum » de la Bibliothèque cantonale et universitaire de Lausanne.
- Frédéric Amsler, « Pierre Pidoux » dans le Dictionnaire historique de la Suisse en ligne.
- Fonds d'archives Université de Lausanne.
- P.-A. Gaillard, « Pour les cinquante ans de Pierre Pidoux », Revue musicale suisse 95 (1955), p. 503.
- Robert Genton, « Hommage à Pierre Pidoux à l'occasion de son 90e anniversaire », L'Orgue 4 (1995), p. 17-23.